# リンデン (ヘッセン)

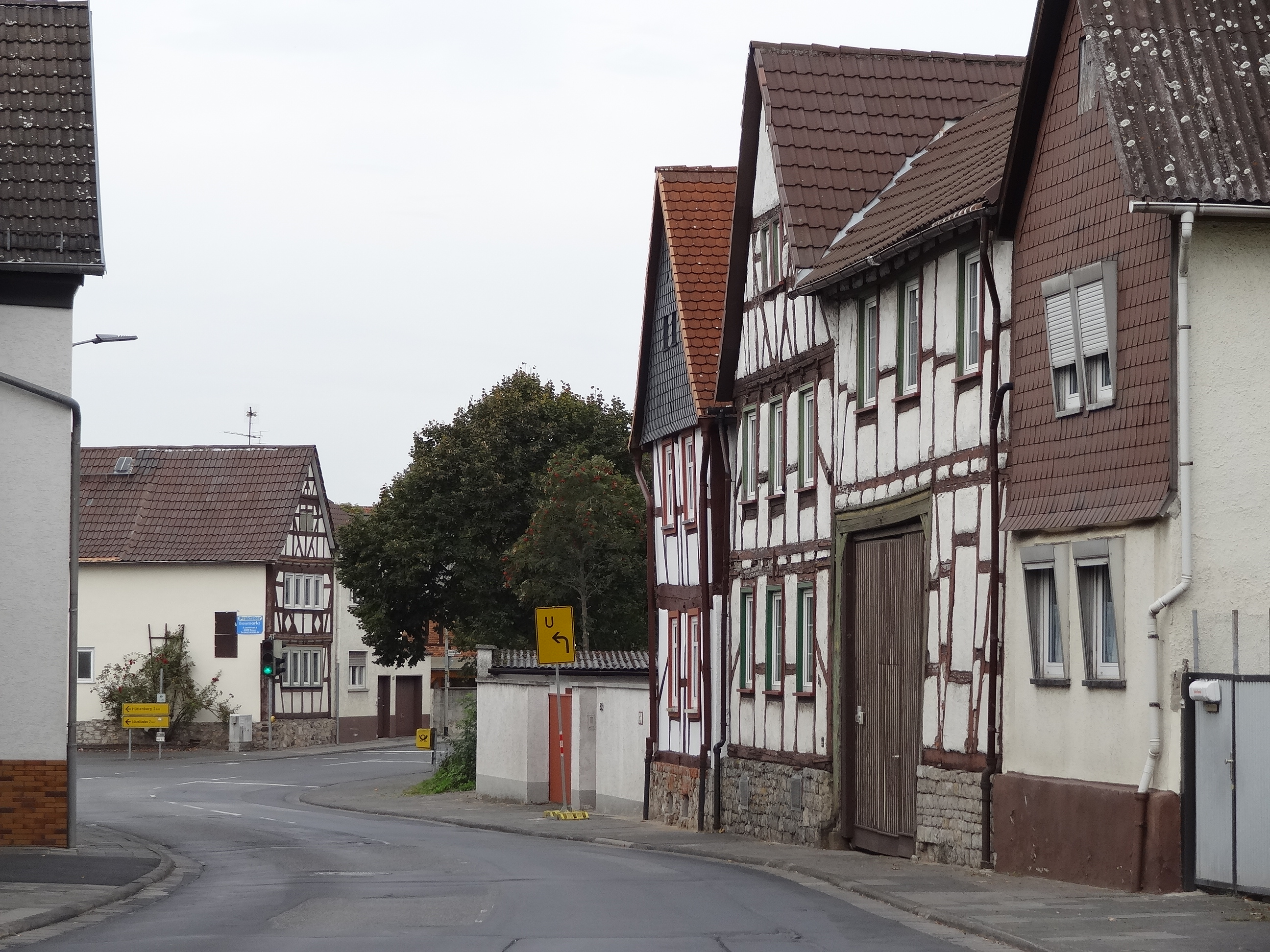
グローセン＝リンデンの歴史的中心部フランクフルター通り

リンデン (ドイツ語: Linden, ドイツ語発音: [ˈlɪndn̩]) は、ドイツ連邦共和国ヘッセン州ギーセン郡に属す市である。

## 地理

### 位置
リンデンはギーセンの南約 6 km に位置している。

### 隣接する市町村
リンデン市は、北は郡庁所在地のギーセン、東はポールハイム、南はラングゲンス（以上いずれもギーセン郡）、西はヒュッテンベルク（ラーン＝ディル郡）と境を接している。

### 市の構成
本市は、グローセン＝リンデン区とライゲシュテルン区の2つの市区で構成されているフォルストとオーバーホーフがグローセン＝リンデン区に、ミュールベルクとグート・ノイホーフがライゲシュテルン区に属している。

## 歴史
この街に関する最初の記録はロルシュ文書になされている。その記述によれば、Villa Lindun は790年2月27日にロルシュ修道院に寄進された。805年6月11日のロルシュ修道院への別の寄進の中に Letkestre（ライゲシュテルン）という名前が初めて記録されている。中世初期にリンデンはニーダーラーンガウに属し、様々なガウの伯の所領となったが、10世紀のオットー大帝の時代以前に最終的にグライベルク伯の所領となっていた。1265年にリンデンは、ハインリヒ1世が治めるヘッセン方伯領となった。ギーセンを含む旧グライベルク伯領の一部はテュービンゲン宮中伯が獲得した。1347年、近隣のリュッツェルリンデン村（現在はギーセンの市区）と区別するために史料中で初めてリンデンに「グローセン」が冠せられた。1396年から1585年までヒュッテンベルク裁判管区は、ラーン川流域の村落と同様に、ヘッセン方伯とナッサウ伯との共同主権地域であった。この頃、グローセン＝リンデンは裁判管区の首邑であり、2人の村長がいた。両伯家間の不一致のため、この裁判管区は1585年に分割された。この領域での宗教改革は、1527年からヘッセン方伯によって行われ、グローセン＝リンデン最初の福音主義聖職者は1546年に着任した。
グローセン＝リンデンは1605年2月19日あるいは1561年から1577年までの間にヘッセン＝マールブルク方伯ルートヴィヒ4世 (ヘッセン＝マールブルク方伯)によって都市権を与えられた。ヒュッテンベルクの他の村落とは異なり、グローセン＝リンデンの市民は、1577年には税を支払う必要がなかったことが史料で証明されている。
この土塁と堀で囲まれた村は、他の周辺の村と同様、三十年戦争で甚大な被害を受けた。戦争終了後、この街の 130軒の民家のうち約 40軒が空き家となり、人口は約 400人となった。
18世紀には、この田舎の村は徐々に中世の村境を越えて拡張し、多くの手工業者や商人が住みついた。1712年、この街は市場開催権を得た。1716年にこの集落で最初の旅館が、その後すぐに染色工場、石灰工場ができ、18世紀の終わり頃にストッキングの織り工場、カツラ製造業者、ズボン仕立て業者が定住した。
1800年頃の大規模な軍隊の宿営をともなったナポレオン戦争が村落のさらなる発展の妨げとなったが、19世紀半ばに始まった工業化やマイン＝ヴェーザー鉄道の建設が活気のある発展に結びついた。鉄道建設は1848年頃に多くの労働者をグローセン＝リンデンをもたらした。また、1841年に設けられた軟マンガン鉱山、漆喰工場、多くのタバコ工場が職場を提供した。1817年から1900年までの間に人口は倍加し、1700人を超えた。古い藁葺きの家屋はレンガ葺きとなり、集落は全方向へ拡張していった。鉄道路線は、19世紀後期にこの地方の決定的な経済因子となった。鉄道から離れた村では移住による人口減少が起こり、グロース＝リンデンやライゲシュテルンへも周辺地域から住民が流入した。
第二次世界大戦後、約1,400人の難民や追放された人々が押し寄せたことで人口が著しく増加した。これによって本市の人口は1949年に 約4,000人を数えた。カトリック系難民により、第二次世界大戦までほぼ純粋な福音主義の土地だったこの街に、約1,000人の信者を擁するカトリック教会組織が成立した。難民にしっかりとした住居を提供するために、新たな住宅地の土地利用指定がなされた。

### 市町村合併
ヘッセン州の地域再編に伴い、「ディル郡、ギーセン郡、ヴェッツラー郡およびギーセン市の新設に関する法律」に従って、1977年1月1日にグローセン＝リンデン市とライゲシュテルンが合併し、リンデン市が新たに成立した。

## 行政

### 市議会
リンデン市の市議会は、2011年3月27日の選挙以降、37議席で構成されている。

### 首長
リンデン市の市長は、イェルク・ケーニヒ (CDU)である。彼は2012年12月9日の選挙で 50.0 % の票を獲得して市長に選出された。この選挙の投票率は 50.3 % であった。

### 紋章
図柄: 「赤地に、金のくちばしを持つ双頭の鶴。これに重ねて、緑の大地と緑のボダイジュを描いた白地の盾」
この紋章は、市の構成を示すよう2つの意匠から構成されている。緑のボダイジュ (Linde) はグローセン＝リンデン市区を、双頭の鶴はライゲシュテルン市区を示している。これらの象徴的意匠を組み合わせることで現行の紋章が作られている。この紋章は1980年から公式に用いることが許された。

### 姉妹都市
リンデン市は以下の都市と姉妹都市協定を結んでいる。
- ソシニツォビツェ（ポーランド語版、英語版）（ポーランド、シロンスク県）1993年
- ロウツナー・ナト・デスノウ（チェコ語版、英語版）（チェコ、オロモウツ州）1995年
- マシュラン（フランス語版、英語版）（フランス、モゼル県）2001年
- 蕨市（日本、埼玉県）2002年
- プルクシュタル・アン・デア・エルラウフ（ドイツ語版、英語版）（オーストリア、ニーダーエスターライヒ州）2012年
- マヒェルン（ドイツ語版、英語版）（ドイツ、ザクセン州）2009年

## 文化と見所

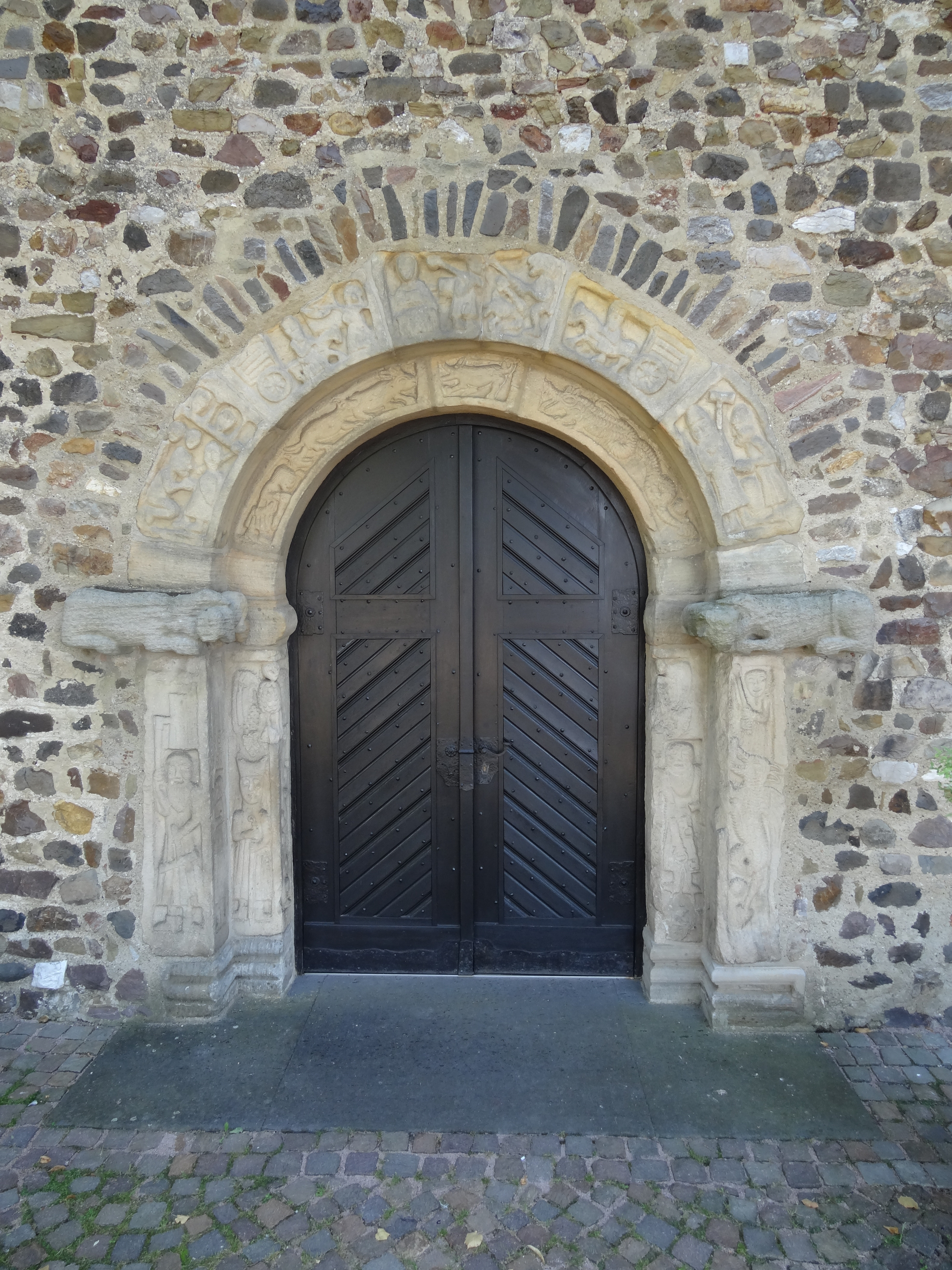
聖ペーター教会のレリーフを持つ入口

### 建造物
- グロース＝リンデンの福音主義教会（聖ペーター教会）は、おそらく10世紀または11世紀に建設され、12世紀または13世紀に現在の形になった。この教会は人物像のレリーフで豊かに飾られた1170年製のロマネスク様式の入口を有している。これはドイツで数少ないロマネスク様式のフィギュアポータルの一つに数えられる。この教会、教会墓地、市庁舎は壁で囲まれている。これは、元は中世の防衛施設であった。
- 本市の市庁舎は1230年頃に建設され、何度も改築された。重要な改築は、建物の銘によれば1611年になされた。この建物の木組み構造はおそらくこの年に構築された。
- グローセン＝リンデンの福音主義の牧師館は1452年に建設され、オーバーヘッセンで最も古い牧師館であるとみなされている。
- グローセン＝リンデンのカトリックのクリストケーニヒ教会は1954年に献堂された。この建物は、第二次世界大戦後にカトリック系の難民や追放された人々の流入により、この街に大きなカトリック組織が成立し、必要となった。
- 学校は1929年に建設されたが、1957年に大火の犠牲となった。その後簡素化された形で再建された。
- グローセン＝リンデンには、修復された様々な時代の歴史的木組み建築が数多くある。
- 福音主義のライゲシュテルン教会は、1908年8月9日に献堂された。後期ゴシック様式の塔は、15世紀または16世紀に建設された。
- 歴史的なヴァッサーハウス・ライゲシュテルン（高架水槽）は1907年に建設され、2010年に改修された。

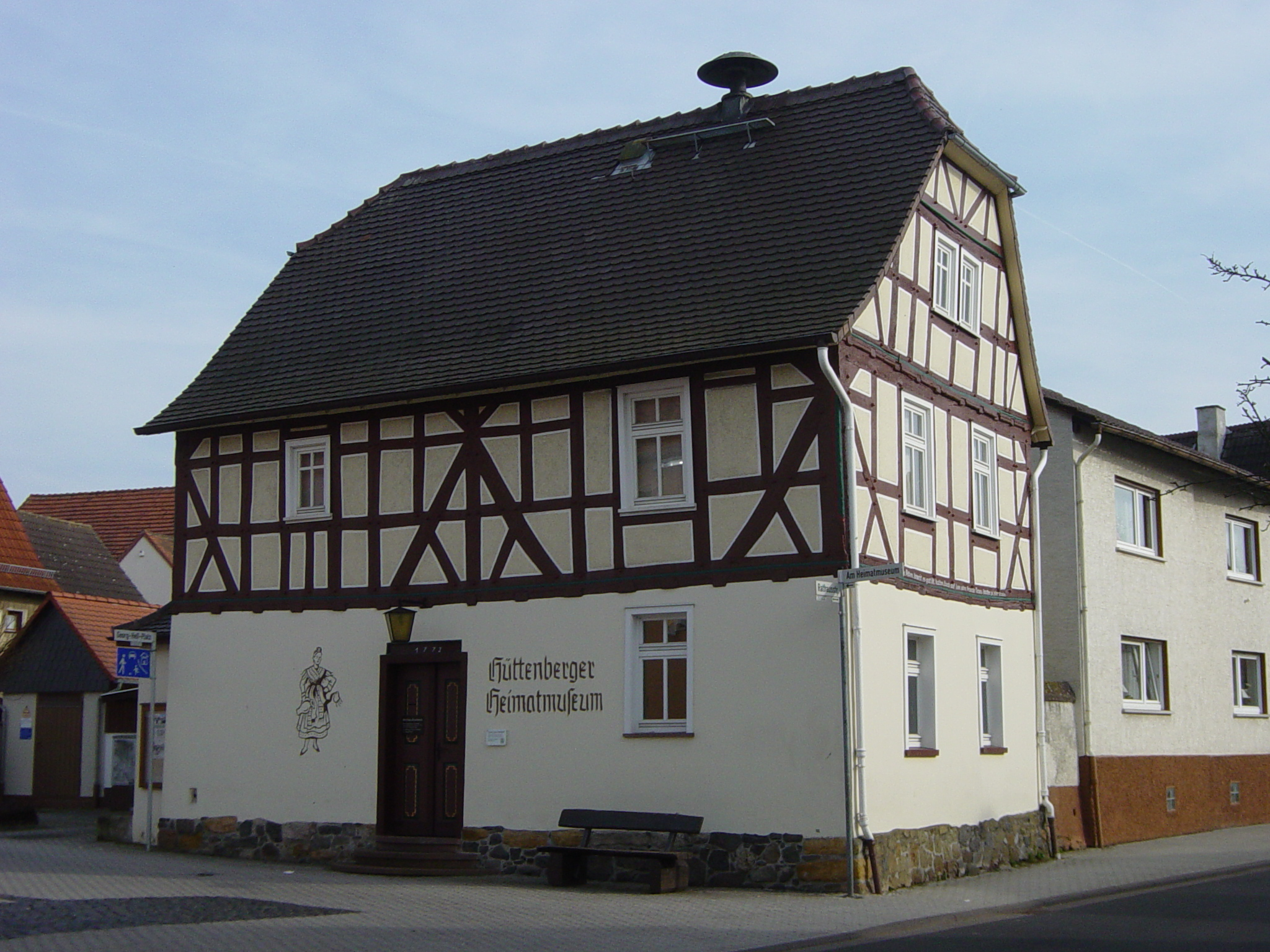
ヒュッテンベルク郷土博物館

- グローセン＝リンデンの福音主義聖ペーター教会
- グローセン＝リンデンの牧師館
- グローセン＝リンデンのカトリック・クリストケーニヒ教会
- 福音主義ライゲシュテルン教会
- ライゲシュテルンのヴァッサーハウス

### 博物館
- ライゲシュテルンの旧役場に入居しているヒュッテンベルク郷土博物館
- ライゲシュテルンのライネケ＝フックス博物館

### 音楽
グローセン＝リンデン市区には、ムジークコルプス・グローセン＝リンデンがある。このクラブの大きな成功としては、1974年にケルクラーデで開催された Wereld Muziek Concours においてマーチ部門およびショー部門の2つの部門で優勝したことが挙げられる。2005年にも同じコンクールで栄えある金メダルを獲得した。2007年、ムジークコルプス・グローセン＝リンデンは、アルスフェルトでの国際ドイチュラント杯において、ブラスバンドのマーチ部門で最高点を出し、ドイチュラント杯を獲得した。コンサート部門では2位であった。さらに次世代を担うユーゲントムジークコルプス・グローセン＝リンデンがコンサート部門3位を獲得する成功を収めた。

### スポーツ
TV グローセン＝リンデンは、その女子卓球チームが1985/86年シーズンに卓球ブンデスリーガでプレイした。TSG 1893 ライゲシュテルンは 2004/05年シーズンに女子ハンドボール・ブンデスリーガ2部でプレイした。TV グローセン＝リンデンの体操チームは、2014年からドイツ体操リーグのブンデスリーガ2部に参加している。本市は野外プールを運営している。

### その他のクラブ
- グローセン＝リンデン学生組合連合
- カーニヴァルフェライン・ハルモニエン (KVH)
- TSG 1893 ライゲシュテルン、2,200人の会員を有する本市最大のクラブである。
- TSV グローセン＝リンデン、サッカー第1チームはクライスオーバーリーガでプレイしている。

### リンデン市青年館
リンデン市は、かつてのヘッセン州災害防止中央作業所の建物内に新たに青年館を設けた。この複合施設は、児童部門と青少年部門に分けられている。

### 年中行事
- ムジークコルプス・グローセン＝リンデンのニューイヤーコンサート、隔年1月にリンデン市立ホールで開催される。
- マリエンマーケット、毎年3月にグローセン＝リンデン旧市街で開催される。
- オスタービート/オスタータンツ（復活祭）、毎年復活祭の日曜日に学生組合連合によって開催される。
- 夏至祭、毎年6月末にライゲシュテルン祝祭広場で開催される。
- グローセン＝リンデン教会開基祭、7月第2週末に開催される。
- 市祭、毎年8月に市庁舎周辺で開催される。
- ニコラウスマーケット、アドヴェントの第1週末にライゲシュテルン中心部で開催される。

## 経済と社会資本

### 交通
市内をアウトバーン A45号線と A485号線が通っており、ギーセン南インターチェンジで交差している。市内には、マイン＝ヴェーザー鉄道の駅が存在する。リンデンはライン＝マイン＝交通連盟 (RMV) に加盟している。

### 地元企業
- リュッケバッハタール産業地域で最初の企業として、1980年にメトロ・キャッシュ・アンド・キャリー・グループ（ドイツ語版、英語版）の大型商業施設がオープンした。
- 本市最大の雇用主の一つがアルターナーテである。この会社は、ドイツ最大のハードウェア配送会社である。

### 教育
アンネ＝フランク＝シューレは、オリエンテーション学年（5、6年生）、本課程・実科学校部門、ギムナジウム部門を有する総合学校である。この他に各市区にはそれぞれ基礎課程学校がある。ライゲシュテルン市区の児童はヴィーゼン基礎課程学校、グローセン＝リンデン地区の児童はブルクシューレに通学する。
グローセン＝リンデンには、ブルクシューレ付属の特殊学校リンデンシューレがある。

## 人物

### ゆかりの人物
- クリストフ・プロイス（ドイツ語版、英語版）（1981年 - ）サッカー選手。幼少期をリンデンで過ごした。

## 引用
1. ↑  Hessisches Statistisches Landesamt: Bevölkerung in Hessen am 31.12.2023 (Landkreise, kreisfreie Städte und Gemeinden, Einwohnerzahlen auf Grundlage des Zensus 2011)]
2. ↑  Max Mangold, ed (2005). Duden, Aussprachewörterbuch (6 ed.). Dudenverl. p. 512. ISBN 978-3-411-04066-7
3. ↑  Schulte: Die Geschichte Großen-Lindens. 1990, pp. 7–8.
4. ↑  Gesetz zur Neugliederung des Dillkreises, der Landkreise Gießen und Wetzlar und der Stadt Gießen（2015年6月29日 閲覧）
5. ↑  ヘッセン州統計局: 2011年3月27日のリンデン市議会議員選挙結果（2015年6月29日 閲覧）
6. ↑  ヘッセン州統計局: 2012年12月9日のリンデン市長選挙結果（2015年6月29日 閲覧）
7. ↑  Gießener Land - Linden（2015年6月29日 閲覧）
8. ↑  Stadt Linden - Partnerstädte（2015年6月29日 閲覧）
9. ↑  Musikcorps Großen-Linden（2015年7月1日 閲覧）
10. ↑  tischtennis, 1985/10 pp. 14–15
11. ↑  TV 1892 Großen-Linden e.V.（2015年7月1日 閲覧）